# Mary Watkins
Mary Jane Watkins, baronne Watkins de Tavistock (née le 5 mars 1955) est une professeure britannique en sciences infirmières. Elle est actuellement professeur émérite de leadership en soins de santé à l'Université de Plymouth et vice-chancelière adjointe de l'université.

## Biographie
Elle suit une formation à la Wolfson School of Nursing, Westminster Hospital (RGN, 1976) et à la South London et à la Maudsley Nursing School (RMN, 1979). Elle obtient son doctorat au King's College de Londres en 1985.
Elle est créée baronne Watkins de Tavistock, de Buckland Monachorum dans le comté de Devon, le 2 novembre 2015. Elle siège à la Chambre des lords comme crossbencher.